# 23644 Yamaneko
23644 Yamaneko este un asteroid din centura principală de asteroizi.

## Descriere
23644 Yamaneko este un asteroid din centura principală de asteroizi. A fost descoperit pe 13 ianuarie 1997 la Kuma Kogen de Akimasa Nakamura. Asteroidul prezintă o orbită caracterizată de o semiaxă mare de 2,39 ua, o excentricitate de 0,13 și o înclinație de 2,1° în raport cu ecliptica.